# Kóstas Bótsaris
Pour les articles homonymes, voir Botzaris.
Kóstas Bótsaris (grec moderne : Κώστας Μπότσαρης) était un Souliote héros de la guerre d'indépendance grecque.
Fils de Kítsos Bótsaris et frère de Markos Botzaris, il fit partie des otages donnés à Ali Pacha de Janina en 1820 en garantie de l'alliance entre ce dernier et les Souliotes ; il tomba ainsi aux mains des Ottomans à la chute de Ioannina en janvier 1822. Il fut libéré au printemps lors d'un échange avec les femmes du général ottoman, Khursit Pacha, capturées lors de la chute de Tripolizza.

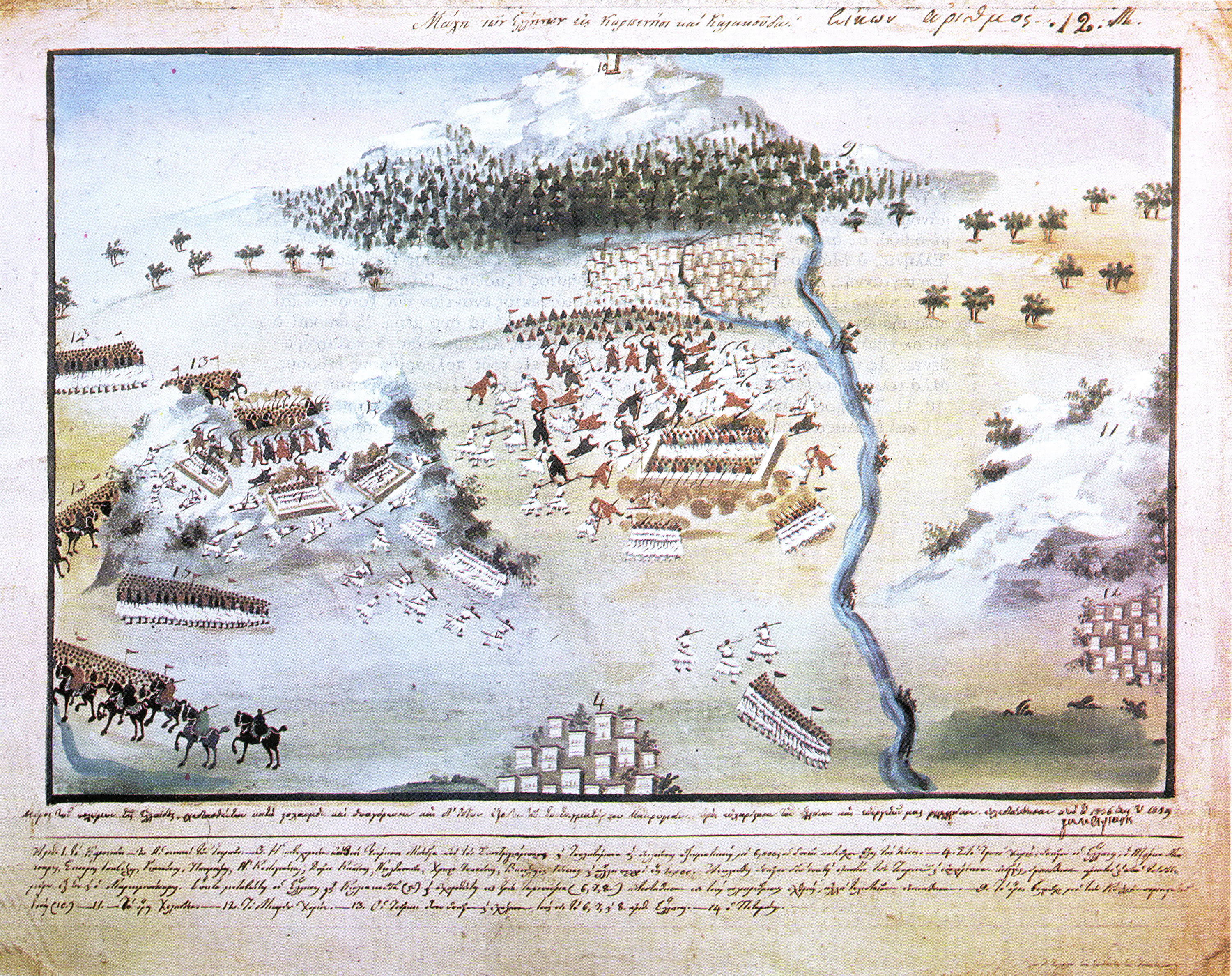
Batailles de Karpenissi et Kaliakouda, par Zografos et Makriyannis

Il participa aux combats pour Missolonghi en 1823, prenant le commandement des troupes de son frère après la mort de ce dernier en août ; il fut alors battu peu après à la bataille de Kaliakouda. 
Il fit partie des Souliotes engagés par Lord Byron en 1824, avec lesquels celui-ci eut de nombreuses difficultés et qu'il finit par congédier. Après la mort de Byron en avril, Botzaris dirigea vers l'Élide une partie des Souliotes, à nouveau au bord de la mutinerie en raison du non-paiement de leur solde. Le 19 avril 1825, il faillit être tué à la bataille de Krommidi contre l'armée d'Ibrahim pacha.
Il participa à la bataille de Phalère en mai 1827, puis à la reconquête de l'ouest de la Grèce continentale en décembre, aux côtés d'Hastings.
Durant le règne d'Othon, il accéda au grade de major-général de la « phalange royale ». Il fut nommé au Sénat du royaume de Grèce en juin 1844.